# Placówka Straży Granicznej I linii „Dzietrzkowice”

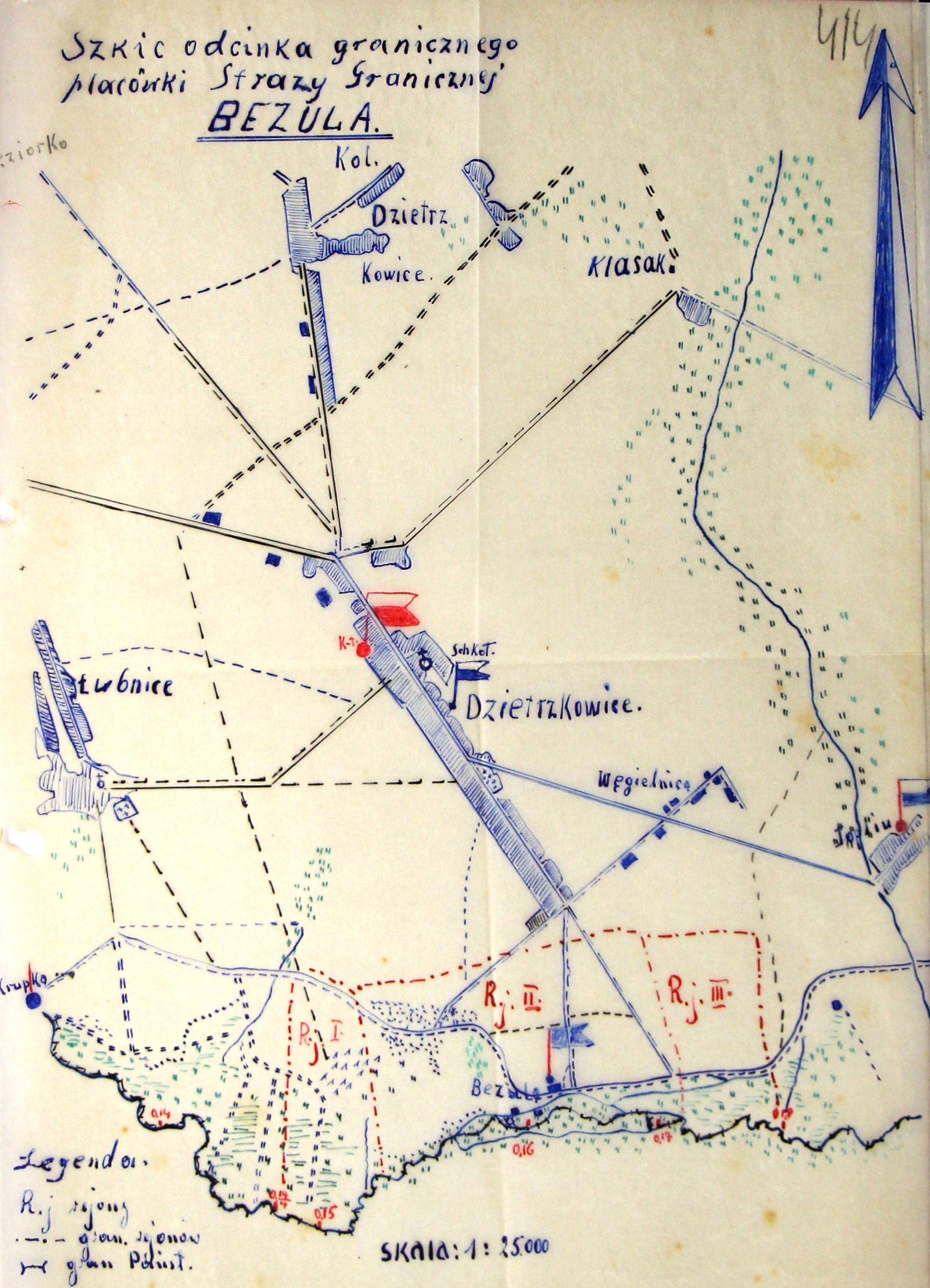
Szkic placówki SG „Bezula”

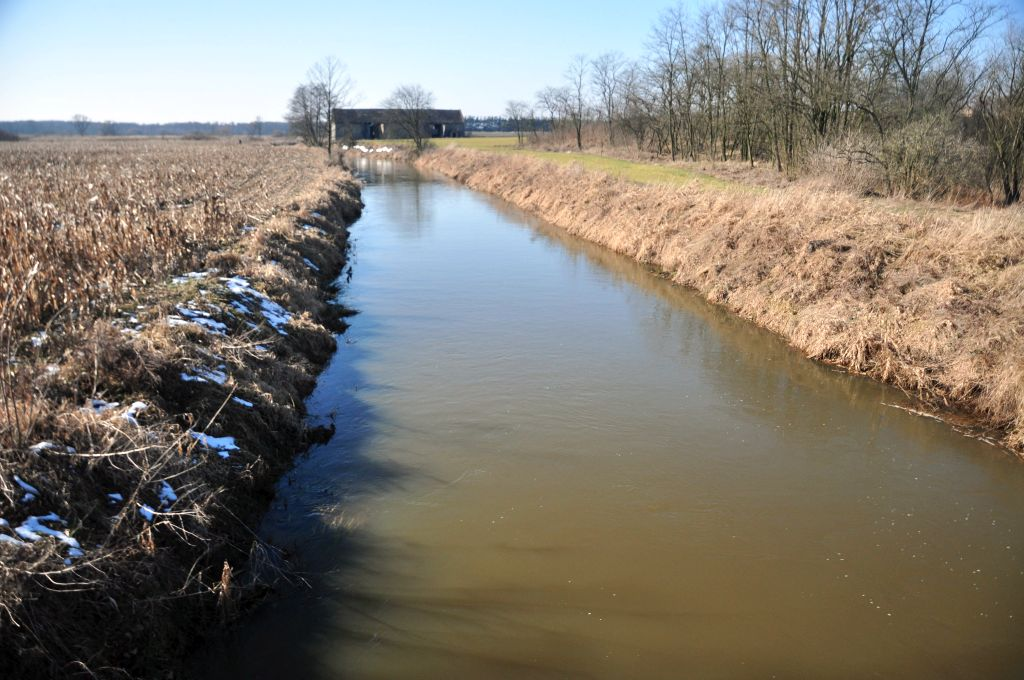
Pozostałości zabudowań w Bezuli (stan 2016 r.)

Placówka Straży Granicznej I linii „Dzietrzkowice” – jednostka organizacyjna Straży Granicznej pełniąca służbę ochronną na granicy polsko-niemieckiej w okresie międzywojennym.

## Geneza
Na wniosek Ministerstwa Skarbu, uchwałą z 10 marca 1920 roku, powołano do życia Straż Celną. W 1921 roku w Dzietrzkowicach stacjonował jeszcze sztab 1 kompanii 4 batalionu celnego. 1 kompania celna jedną ze swoich placówek wystawiła w Bezuli. Od połowy 1921 roku jednostki Straży Celnej rozpoczęły przejmowanie odcinków granicy od pododdziałów Batalionów Celnych. Proces tworzenia Straży Celnej trwał do końca 1922 roku. Placówka Straży Celnej „Mała Bezula” weszła w podporządkowanie komisariatu Straży Celnej „Gola” z Inspektoratu SC „Praszka”.

## Formowanie i zmiany organizacyjne
Rozporządzeniem Prezydenta Rzeczypospolitej Polskiej Ignacego Mościckiego z 22 marca 1928 roku, do ochrony północnej, zachodniej i południowej granicy państwa, a w szczególności do ich ochrony celnej, powoływano z dniem 2 kwietnia 1928 roku  Straż Graniczną.
Rozkazem nr 3 z 25 kwietnia 1928 roku w sprawie organizacji Wielkopolskiego Inspektoratu Okręgowego dowódca Straży Granicznej gen. bryg. Stefan Pasławski określił strukturę organizacyjną komisariatu SG „Dzietrzkowice”. 
Rozkazem nr 3/31 zastępcy komendanta Straży Granicznej płk Emila Czaplińskiego z 5 sierpnia 1931 roku podplacówkę Bezula przemianowano na placówkę I linii.
Rozkazem nr 13 z 31 lipca 1939 roku w sprawach [...] przeniesienia siedzib i zmiany przydziałów jednostek organizacyjnych, komendant Straży Granicznej gen. bryg. Walerian Czuma przeniósł placówkę I linii „Bezula” do Dzietrzkowic.

## Służba graniczna
Siedziba placówki w 1932 mieściła się w Bezuli w wynajętym od osoby prywatnej budynku. Długość ochranianego przez placówkę odcinka granicy państwowej wynosiła w 1937 roku 4 kilometry 410 metrów. Granicę w dużej części stanowiła Prosna. Odcinek rozpoczynał się od pomocniczego kamienia granicznego 0/14/4 a kończył kamieniem granicznym 0,18. W rejonie placówki funkcjonowało pomiędzy kamieniami 0.15 i 0,16 przejście gospodarcze dla gospodarzy Dzietrzkowic.
Charakterystyka placówki SG „Bezula” na dzień 10 października 1937.
Odcinek placówki posiada jedno przejście gospodarcze, które się znajduje między kamieniem granicznym 0,15 – 0,16 w odległości 1km 150m na zachód od młyna Bezula wzdłuż linii granicznej. Z przejścia gospodarczego korzystają gospodarze wsi Dzietrzkowice którzy posiadają łąki przecięte linią graniczną. Łąki posiada 21 gospodarzy wsi Dzietrzkowice i korzystają z przejścia celem zbioru siana i wypasu łąk. Przeciętna frekwencja dzienna w czasie zbioru siana wynosi 40 osób, w czasie wypasu bydła w roku 1936 wynosiła 8 osób. Kontrolę prowadzi Straż Graniczna. Przejście odbywa się w czasie zbioru siana od godz. 7 rano do 19 wieczór, w czasie wypasu łąk w porze jesiennej od godz. 9 do godz. 16. 
Sąsiednie placówki
- placówka Straży Granicznej I linii „Krupka” ⇔ placówka Straży Granicznej I linii „Toplin” − 1932[9]

## Kierownicy/dowódcy placówki
| stopień          | imię i nazwisko     | okres pełnienia służby | kolejne stanowisko |
| ---------------- | ------------------- | ---------------------- | ------------------ |
| starszy strażnik | Bronisław Jantowiak | był X 1938 –           |                    |